# ヨハン2世 (クレーフェ＝マルク公)
ヨハン2世（Johann II., 1458年4月13日 - 1521年3月15日）は、クレーフェ公およびマルク伯（在位：1481年 - 1521年）。

## 生涯
ヨハン2世はクレーフェ公およびマルク伯ヨハン1世とエリザベート・ド・ヌヴェールの息子である。結婚前に63人もの庶子をもうけたことから、子作り公（der Kindermacher）とよばれた。
1489年にヘッセン方伯ハインリヒ3世との娘アンナ・フォン・カッツェンエルンボーゲンの娘マティルデと結婚した。2人の間には3子が生まれた。
- ヨハン3世（1490年 - 1539年） - ユーリヒ＝クレーフェ＝ベルク公[4]
- アンナ（1495年 - 1567年） - 1518年にヴァルデック伯フィリップ3世と結婚[4]
- アドルフ（1498年 - 1525年） - 父の従兄弟ラーフェンシュタインおよびワイネンダーレ領主フィリップ（1528年没）より相続人に指名されたが、フィリップより先に死去した。